# رودخانه یابلانیتسا
رودخانه یابلانیتسا (به انگلیسی: Jablanica (river)) رودخانه‌ای است که در صربستان جریان دارد.